# Roncq
Roncq é uma comuna francesa na região administrativa de Altos da França, no departamento do Norte. Estende-se por uma área de 10.59 km². Em 2010 a comuna tinha 13 489 habitantes (densidade: 1 273,7 hab./km²).